# Improvisando
Improvisando fue un programa de entretenimiento presentado por Arturo Valls y producido por Shine Iberia basado en el programa portugués D'Improviso. El programa fue grabado en verano de 2018 y se estrenó en Antena 3 el 8 de junio de 2020, emitiéndose los lunes a las 23:00. Finalizó el 6 de julio de 2020.

## Formato
Este game show pone a prueba en sentido del humor de sus invitados, quienes tienen que hacer frente a diversos ejercicios de improvisación que se desarrollan alrededor de un escenario giratorio. Este escenario esconde cuatro sets diferentes, dos fijos y dos variables, que ponen en jaque a los concursantes y al propio presentador.
El motivo no es otro sino que todo lo que sucede en el programa es sorpresa. Nadie sabrá a qué retos se tendrán que enfrentar en cada prueba, solo el presentador conocerá la identidad de los invitados que le acompañarán cada semana.

## Equipo técnico

### Producción
- Shine Iberia

### Música
- Edu Soto y su banda "Delaroom" (Programa 1 - Programa 6)

### Presentador
- Arturo Valls (Programa 1 - Programa 6)

### Humoristas ayudantes
- Anabel Alonso (Programa 1; Programa 3 - Programa 6)
- Edu Soto (Programa 1 - Programa 6)
- Secun de la Rosa (Programa 1 y Programa 6)
- Carlos Latre (Programa 1 - Programa 2; Programa 4 - Programa 6)
- José Corbacho (Programa 2 - Programa 6)
- J.J. Vaquero (Programa 2)
- Silvia Abril (Programa 3 y Programa 5)
- El Monaguillo (Programa 3)

## Pruebas
- Atienda en casa: El invitado tendrá que anunciar un producto, el cual no conoce. Con el objetivo de adivinar de que se trata, se le harán preguntas sobre el producto que tendrá que responder.
- El palabrazo: Es una variante de "Me das rima" en la que los participantes se dividen en dos equipos que tendrán que ir repitiendo las palabras que les indique Arturo. A medida que vaya aumentando el número de palabras también lo hará la dificultad, porque si alguien se equivoca en algún momento, esa persona recibirá un cañonazo de confeti. El equipo que reciba tres cañonazos, pierde la prueba.
- El pintamonas: Varios cómicos y el concursante irán vestidos con unos petos que permiten dibujar en ellos. Ellos mismos tendrán que dibujar en sus propios petos para que los demás adivinen el título de una película. Se les permite hablar, pero lo harán con un silbato. Al final de la prueba, quien haya quedado en último lugar será acribillado con bolas de plástico.
- Estás hecho un cuadro: Tres cómicos interpretarán los instantes previos a la escena que se muestra en un cuadro famoso para que el invitado lo adivine. De no ser así, los cómicos tendrán que representar el cuadro exacto (Aunque los cómicos suelen hacer dicha acción, incluso cuando el invitado haya acertado en el primer intento).
- Finder sorpresa: Tres participantes (habitualmente dos cómicos y Arturo Valls) tendrán que interpretar a tres personajes con una peculiaridad (elegidas mediante las tarjetas que ha rellenado el público), los cuales tendrán una "cita rápida" con el invitado. Finalmente, este deberá adivinar qué personaje interpretaba cada uno y qué peculiaridad tenía. De no ser así, se tendrá que enfrentar a la "ruleta de la muerte". Si en el supuesto caso de que el invitado no quiera subirse a esa ruleta, la tortura la sufrirá o uno de los cómicos o alguien del público o incluso el propio Arturo Valls.
- Gordiwood: Dos cómicos y el invitado tendrán que asistir a una clase de danza impartida por uno de ellos basándose en las indicaciones que les de Arturo. Pero ejecutar los movimientos será difícil debido a los trajes hinchables que llevan puestos.
- Jugando en pelotas: El invitado y tres cómicos se meterán en bolas hinchables. Tendrán que correr y chocar entre ellos para situarse en un punto marcado en el suelo. Quien lo consiga elegirá un líquido comestible (caldo de pollo, tabasco, etc.) que corresponde a un trozo de una fotografía y tendrá la oportunidad de adivinar de que concepto se trata. De no ser así, el líquido elegido se añadirá a un recipiente. El ganador será el primero en adivinar qué muestra la fotografía, y esa persona evitará beberse la bebida formada por todos los líquidos que han ido eligiendo, cosa que harán los otros tres perdedores.
- La idioteca: El invitado (quien ejerce de bibliotecario) deberá adivinar el título de un libro mediante las pistas que le dan los cómicos, los cuales solo podrán hablar utilizando la vocal que aparece en sus petos. El proceso se repite en la siguiente vuelta, pero el invitado tendrá que escoger a un cómico para ser el bibliotecario.
- Los bicéfalos: Los participantes (Habitualmente tres cómicos y el invitado) deberán interpretar una escena unidos por un mismo disfraz con una peculiaridad (elegidas mediante las tarjetas que ha rellenado el público). Además, tendrán que hablar utilizando solamente una palabra cada uno. Si a alguien se le escapa una palabra de más, comete una incoherencia o dice un taco, se deberá comer un polvorón.
- Me das rima: Divididos en dos equipos, dos participantes tendrán que mantener una conversación mediante frases que rimen con las palabras que les diga el presentador. De no ser así, les estallará un cañón de confeti en la cara. El primer equipo en sufrir tres cañonazos, pierde la prueba.
- Nos damos un voltio: El invitado y un cómico se suben a un coche, mientras tanto Arturo Valls les llamará por teléfono haciendo preguntas que tiene que ver con varios conceptos (elegidos mediante las tarjetas que ha rellenado el público) sin decir las palabras que contengan una determinada letra prohibida (A medida que avanza la prueba, las letras prohibidas cambian). Si no se cumple dicha norma (Ya sea a propósito o sin querer), ambos recibirán una descarga eléctrica.
- ¡Se te va la olla!: Separados en dos equipos de dos personas (Ocasionalmente, tres equipos de dos personas), uno de los participantes deberá intentar adivinar el máximo número de conceptos mediante la mímica que realiza su compañero mientras está sentado en un asiento que simula ser una olla y que a medida que pasa el tiempo, se va calentando. Se les permite pasar, pero sólo pueden hacerlo una vez y el equipo que consiga más aciertos, gana la prueba.
- Tu cuerpo me suena: El invitado y uno de los tres cómicos se enfrentan cara a cara para adivinar el título de las canciones que representadas por cuatro mimos (Normalmente tres cómicos y Arturo) mientras ellos escuchan otra música con unos auriculares. Gana el participante que haya acertado más canciones.
- Vamos de culo: El invitado, acompañado de un cómico, representarán una escena cotidiana, pero tendrán que hacerlo de espaldas simulando que están de frente.

## Recepción

### Crítica
Improvisando no ha recibido críticas por parte de los medios profesionales. Sin embargo, fue recibido de forma bastante negativa por parte de los espectadores en Twitter, comparándolo de forma desfavorable con Me resbala, programa de la misma productora y cadena, y clamando que Improvisando se parecía bastante.

### Audiencias
| Programa | Fecha      | Invitados                                                       | Espectadores | Cuota de audiencia | Ref   |
| -------- | ---------- | --------------------------------------------------------------- | ------------ | ------------------ | ----- |
| 1        | 08/06/2020 | Iñaki López, Miguel Ángel Rodríguez «El Sevilla» y Toñi Salazar | 1 244 000    | 9,1%               | [ 5 ] |
| 2        | 15/06/2020 | Jorge Fernández, Bibiana Fernández y Pitingo                    | 860 000      | 6,4%               | [ 6 ] |
| 3        | 22/06/2020 | Santiago Segura, Cayetana Guillén Cuervo y Roberto Brasero      | 766 000      | 6,0%               | [ 7 ] |
| 4        | 29/06/2020 | Dani Mateo, Roberto Vilar y Laura Sánchez                       | 690 000      | 5,6%               | [ 8 ] |
| 5        | 06/07/2020 | Falete, Cristina Pardo y Pepón Nieto                            | 601 000      | 5,1%               | [ 9 ] |
| 6        | 06/07/2020 | Juanra Bonet, Pepe Rodríguez y Marta Torné                      | 195 000      | 3,3%               | [ 9 ] |

#### Audiencia media
| Edición                          | Fecha | Cadena   | Episodios | Espectadores | Cuota |
| -------------------------------- | ----- | -------- | --------- | ------------ | ----- |
| Improvisando (Primera temporada) | 2020  | Antena 3 | 6         | 726 000      | 5,9%  |